# Социализм (Ошская область)
Социализм (кирг. Социализм) — село в Кара-Сууском районе Ошской области Кыргызстана. Входит в состав Мадынского айылного аймака.

## География
Село расположено в северо-западной части области, на расстоянии приблизительно 17 километров (по прямой) к юго-востоку от города Кара-Суу, административного центра района. Абсолютная высота — 1066 метров над уровнем моря.

## Население
Согласно оценочным данным Национального статистического комитета Кыргызской Республики, численность населения села на начало 2023 года составляла 3872 человек.
| год     | 2009 | 2014 | 2015 | 2020 | 2021 | 2023 |
| ------- | ---- | ---- | ---- | ---- | ---- | ---- |
| человек | 2520 | 3089 | 3098 | 3559 | 3607 | 3872 |